# Peter van Oldenburg (1868-1924)

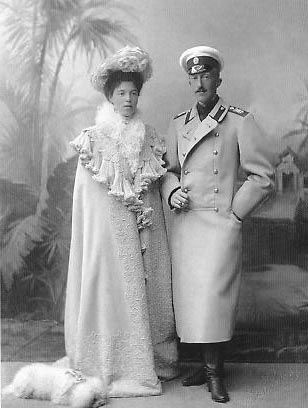
Hertog Peter van Oldenburg met zijn vrouw Olga

Peter Frederik George van Oldenburg (Russisch: Пётр Александрович Ольденбургский, Petr Alexandrovitsj Oldenburgskij) (Sint-Petersburg, 21 november 1868 – Biarritz, 11 maart 1924) was een Russische hertog uit het Huis Holstein-Gottorp.
Hij was het enig kind van Alexander van Oldenburg en Eugénie Maksimilianovna van Leuchtenberg. Hoewel stammend uit een Duits adellijk geslacht woonde deze tak van het Huis Holstein sinds Peters overgrootvader (George van Oldenburg, die getrouwd was met Catharina Paulowna van Rusland) in Rusland en maakten zij deel uit van de Russische adel.
Hij trouwde op 9 augustus 1901 met grootvorstin Olga Aleksandrovna van Rusland, de jongste dochter van tsaar Alexander III en een jongere zuster van tsaar Nicolaas II. Het huwelijk zou veertien jaar later ontbonden worden omdat het – naar aangenomen werd – nooit geconsummeerd was. Eigentijdse waarnemers meenden dat Peters vermeende homoseksualiteit hierin een rol speelde. 
Na de Russische Revolutie ontvluchtte Peter met zijn ouders Rusland. Zij vestigden zich in Biarritz, waar hij in 1922 hertrouwde met Olga Vladimirovna Ratkova-Rognova. Twee jaar later overleed hij, nog geen 56 jaar oud.